# Nyctemera plagiata
Nyctemera plagiata là một loài bướm đêm thuộc phân họ Arctiinae, họ Erebidae.